# Remix Super Best
Remix Super Best è un album di remix del gruppo bubblegum pop Aqua, pubblicato nel 2002, l'anno successivo allo scioglimento del complesso, dall'etichetta discografica Universal e dalla divisione giapponese della Victor Entertainment solo in Giappone.
Contiene diciassette remix di brani noti del gruppo.

## Tracce
1. Cartoon Heroes (E-Lite Extended Remix) – 4:51
2. Around the World (Soundsurfers Radio Edit) – 3:36
3. Bumble Bees (Hampenberg's Pop Mix) – 3:41
4. Barbie Girl (Perky Park Club Mix) – 3:52
5. Doctor Jones (Metro's 7" Edit) – 3:34
6. My Oh My (Spike, Clyde'N'Eightball Club Mix) – 3:17
7. Lollipop (Candyman) (Extended Original Mix) – 4:21
8. Roses Are Red (Club Version) – 4:14
9. Around the World (Dave Sears Club Mix) – 4:36
10. Bumble Bees (Raz Club Mix) – 3:54
11. Barbie Girl (Original Extended Mix) – 4:40
12. Doctor Jones (Adrenalin Club Mix) – 4:08
13. My Oh My (Extended Version) – 5:03
14. Roses Are Red (Extended Version) – 5:03
15. Good Morning Sunshine (Love to Infinity's Radio Mix) – 3:44
16. Turn Back Time (Love to Infinity's Classic Paradise Mix) – 4:07
17. Cartoon Heroes (Love to Infinity's Radio Mix) – 3:11